# 新篁镇
新篁镇曾是中华人民共和国江苏省南京市六合区下辖的一个乡镇级行政单位。2012年8月与横梁街道合并为新的横梁街道。

## 行政区划
新篁镇下辖以下地区：
新篁社区、上马村、四新村、桥王村、童王村、钟林村、林牧村和屈陈村。